# Riflesso vestibolo-oculare
Il riflesso vestibolo-oculare (o oculo-vestibolare), anche detto VOR, è un riflesso oculare che stabilizza le immagini sulla retina durante i movimenti della testa producendo un movimento degli occhi in direzione opposta, in questo modo l'immagine fissata rimane al centro del campo visivo (fovea, punto in cui c'è la massima risoluzione visiva).
Il riflesso oculo-vestibolare non dipende dall'input visivo (avviene anche in situazioni di buio completo o ad occhi chiusi).
Ha una latenza molto breve: 14 ms (millisecondi) tra il movimento della testa e quello degli occhi.
Il riflesso oculo-vestibolare non garantisce da solo una buona compensazione dei movimenti della testa, soprattutto quando si compiono movimenti lenti e graduali, infatti tale meccanismo è particolarmente utile quando vengono compiuti movimenti rapidi e transitori.
Quando avviene una rotazione persistente della testa tale riflesso non è sufficiente e deve essere coadiuvato dal riflesso opto-cinetico.